# بانک وارنگلد
وارنگلد یک بانک سرمایه‌گذار با تخصص در بخش Managed Futures و صندوق‌های سرمایه‌گذاری (خرید و فروش اوراق بهادار) در هامبورگ می‌باشد.

## تاریخچه
در سال ۱۹۹۵ وارنگلد توسط یاسین کورشی و اشتفان فیکس افتتاح گردید.
این بانک از ابتدا فعالیت خود را بر حق‌العمل کاری در بخش Managed Futures و Derivate-Brokerage متمرکز کرد.
۱۹۹۸ وارنگلد مجوز رسمی بانک داری را از ادارهٔ نظارت دولت برای نظام اعتباری
(Bundesaufsichtsamt für das Kreditwesen) دریافت نموده و در سال ۲۰۰۳ به عنوان بانک سرمایه‌گذار در سازمان فدرال نظارت بر ارائه‌کنندگان سرویس‌های مالی ثبت گردید.
وارنگلد به مؤسسهٔ تأمین خسارات شرکتهای اوراق بهادار در آلمان (Entschädigungseinrichtung der Wertpapierhandelsunternehmen) تعلق دارد.
سهام وارنگلد رسماً از تاریخ ۲۰٫۰۳٫۲۰۰۷ میلادی در بورس فرانکفورت ارائه گردید.

## محصولات وارنگلد
محصولات این بانک غالباً متناسب با نیازهای موسسات سرمایه‌گذار و شرکتهای سرپرستی اموال و سرمایه گذاران بخش خصوصی طراحی شده‌اند.
در سال ۲۰۰۶ وارنگلد اولین داخ-حدجفوندز آلمان را (Deutscher Dach-Hedgefonds) به نام HI Varengold CTA Hedge که در کلاس Multi-Strategies Fonds می‌باشد به بازار معرفی کرد
همچنین در سال ۲۰۰۷ موفق به دریافت جایزهٔ بهترین داخ-حدجفوندز آلمان شد.
در بخش VarengoldbankFX امکانات تجارت آنلاین ارز مجود است.

## منع تراکنش‌ مالی با ایران
در سال ۲۰۲۳، سازمان فدرال نظارت بر ارائه‌کنندگان سرویس‌های مالی (آلمانی: BaFin) هر گونه تراکنش و معاملات مالی این بانک را با نمایندگان و افراد غیره مربوط به ایران را، به دلیل ریسک بالای پول‌شویی و ناکافی بودن ساز و کارهای مقابله با آن، ممنوع اعلام کرد. بعدها نشریه پلیتیکو دلیل این تصمیم را پول‌شویی شرکت‌های صوری مرتبط با نیروی قدس از طریق بانک وارنگلد اعلام کرد.